# Liste der Kulturdenkmale in Wutha-Farnroda
Die Liste der Kulturdenkmale in Wutha-Farnroda umfasst die als Ensembles, Straßenzüge und Einzeldenkmale erfassten Kulturdenkmale in der thüringischen Gemeinde Wutha-Farnroda im Wartburgkreis.
Die Angaben in der Liste ersetzen nicht die rechtsverbindliche Auskunft der zuständigen Denkmalschutzbehörde.

## Legende
- Bild: zeigt ein Bild des Kulturdenkmals und gegebenenfalls einen Link zu weiteren Fotos des Kulturdenkmals im Medienarchiv Wikimedia Commons
- Bezeichnung: Name, Bezeichnung oder die Art des Kulturdenkmals
- Lage: Wenn vorhanden Straßenname und Hausnummer des Kulturdenkmals; Grundsortierung der Liste erfolgt nach dieser Adresse. Der Link Karte führt zu verschiedenen Kartendarstellungen und nennt die Koordinaten des Kulturdenkmals.
 Kartenansicht, um Koordinaten zu setzen – in dieser Kartenansicht sind Kulturdenkmale ohne Koordinaten mit einem roten bzw. orangen Marker dargestellt und können in der Karte gesetzt werden. Kulturdenkmale ohne Bild sind mit einem blauen bzw. roten Marker gekennzeichnet, Kulturdenkmale mit Bild mit einem grünen bzw. orangen Marker.
- Datierung: gibt das Jahr der Fertigstellung beziehungsweise das Datum der Erstnennung oder den Zeitraum der Errichtung an
- Beschreibung: bauliche und geschichtliche Einzelheiten des Kulturdenkmals, vorzugsweise die Denkmaleigenschaften
- ID: Die ID identifiziert das Kulturdenkmal eindeutig. In Thüringen sind aktuell keine IDs veröffentlicht. In der ID-Spalte kann sich auch folgendes Icon  befinden, dies führt zu Angaben zu diesem Kulturdenkmal bei Wikidata.

## Ensembles
| Bild | Bezeichnung                             | Lage | Datierung | Beschreibung | ID |
| ---- | --------------------------------------- | --- | --------- | ------------ | -- |
| BW   | Kennzeichnendes Straßenbild Hauptstraße | Farnroda, Hauptstraße 6, 8, 9, 10, 11, 12, 13, 14, 15, 16, 17, 18, 19, 20, 21, 22, 23, 24, 25, 26, 27, 28, 29, 30, 31, 34a (Karte) |           |              |    |

## Einzeldenkmale nach Gemarkungen

### Wutha
| Bild                           | Bezeichnung                | Lage                                                                | Datierung | Beschreibung         | ID |
| ------------------------------ | -------------------------- | ------------------------------------------------------------------- | --------- | -------------------- | -- |
| weitere Bilder Fotos hochladen | Kapelle                    | Wutha, Bergstraße o. Nr.; Eichroth o.Nr.; Auf dem Kirchberg (Karte) |           |                      |    |
| weitere Bilder Fotos hochladen | Gefallenendenkmal          | Wutha, Bergstraße o. Nr.; Eichroth o.Nr.; Auf dem Kirchberg (Karte) |           |                      |    |
| BW                             | Grabstein                  | Wutha, Bergstraße o. Nr.; Eichroth o.Nr.; Auf dem Kirchberg (Karte) |           |                      |    |
| BW                             | Wohnhaus                   | Wutha, Eisenacher Straße 10 (Karte)                                 |           |                      |    |
| BW                             | Schule                     | Wutha, Eisenacher Straße 19 (Karte)                                 |           |                      |    |
| BW                             | Hofanlage                  | Wutha, Eisenacher Straße 20 (Karte)                                 |           |                      |    |
| BW                             | Wohnhaus                   | Wutha, Eisenacher Straße 28 (Karte)                                 |           |                      |    |
| BW                             | Wohnhaus                   | Wutha, Eisenacher Straße 40 (Karte)                                 |           |                      |    |
| BW                             | Scheune                    | Wutha, Eisenacher Straße 40 (Karte)                                 |           |                      |    |
| weitere Bilder Fotos hochladen | Fabrikgebäude Firma Petkus | Wutha, Eisenacher Straße 42a, 42b, 42c; Röberstraße 2 (Karte)       |           |                      |    |
| weitere Bilder Fotos hochladen | Rathaus                    | Wutha, Eisenacher Straße 47, 49, 49a (Karte)                        |           | mit Innenausstattung |    |
| BW                             | Parkanlage                 | Wutha, Eisenacher Straße 47, 49, 49a (Karte)                        |           |                      |    |
| BW                             | Wohnhaus                   | Wutha, Gothaer Straße 58 (Karte)                                    |           |                      |    |
| BW                             | Wohnhaus                   | Wutha, Röberstraße 13-15 (Karte)                                    |           |                      |    |
| BW                             | Wohn- und Geschäftshaus    | Wutha, Ruhlaer Straße 1 (Karte)                                     |           |                      |    |

### Farnroda
| Bild                                    | Bezeichnung                                              | Lage                                                                                             | Datierung | Beschreibung         | ID |
| --------------------------------------- | -------------------------------------------------------- | ------------------------------------------------------------------------------------------------ | --------- | -------------------- | -- |
| BW                                      | Wohnhaus                                                 | Farnroda, Bahnhofstraße 1 (Karte)                                                                |           |                      |    |
| BW                                      | Wohnhaus                                                 | Farnroda, Brunnenstraße 5 (Karte)                                                                |           |                      |    |
| BW                                      | Bergfried                                                | Farnroda, Eichrodter Weg o. Nr.; im Schloßpark neben Eichrodter Weg 1b (Karte)                   |           |                      |    |
| BW                                      | Wohnhaus                                                 | Farnroda, Eichrodter Weg 3 (Karte)                                                               |           |                      |    |
| BW                                      | Wohnhaus                                                 | Farnroda, Eichrodter Weg 4 (Karte)                                                               |           |                      |    |
| BW                                      | Inschrifttafel                                           | Farnroda, Eichrodter Weg 4 (Karte)                                                               |           |                      |    |
| BW                                      | Wohn- und Geschäftshaus                                  | Farnroda, Hauptstraße 2 (Karte)                                                                  |           |                      |    |
| BW                                      | Gesindehaus                                              | Farnroda, Hauptstraße 5 (Karte)                                                                  |           |                      |    |
| BW                                      | Wohnhaus                                                 | Farnroda, Hauptstraße 9 (Karte)                                                                  |           | mit Innenausstattung |    |
| BW                                      | Wohnhaus                                                 | Farnroda, Hauptstraße 12 (Karte)                                                                 |           |                      |    |
| BW                                      | Wohnhaus                                                 | Farnroda, Hauptstraße 14 (Karte)                                                                 |           |                      |    |
| BW                                      | Wohnhaus                                                 | Farnroda, Hauptstraße 19 (Karte)                                                                 |           |                      |    |
| BW                                      | Hofanlage                                                | Farnroda, Hauptstraße 21 (Karte)                                                                 |           |                      |    |
| BW                                      | Wohnhaus                                                 | Farnroda, Hauptstraße 29 (Karte)                                                                 |           |                      |    |
| BW                                      | Scheune                                                  | Farnroda, Hauptstraße 29 (Karte)                                                                 |           |                      |    |
| BW                                      | Wohnhaus                                                 | Farnroda, Hauptstraße 30 (Karte)                                                                 |           |                      |    |
| BW                                      | Wohnhaus                                                 | Farnroda, Hauptstraße 34 a (Karte)                                                               |           |                      |    |
| BW                                      | Pfarrhaus                                                | Farnroda, Kirchplatz 1 (Karte)                                                                   |           | mit Innenausstattung |    |
| BW                                      | Nebengebäude                                             | Farnroda, Kirchplatz 1 (Karte)                                                                   |           |                      |    |
| BW                                      | Schule                                                   | Farnroda, Kirchplatz 2 (Karte)                                                                   |           |                      |    |
| weitere Bilder Fotos hochladen          | Evangelisch-lutherische Laurentiuskirche, St. Laurentius | Farnroda, Kirchplatz 3 (Karte)                                                                   |           | mit Ausstattung      |    |
| Direkt Bild zu diesem Denkmal hochladen | Grabstein                                                | Farnroda, Kirchplatz 3                                                                           |           |                      |    |
| BW                                      | Glockenturm                                              | Farnroda, Kirchplatz 3 (Karte)                                                                   |           |                      |    |
| BW                                      | Kapelle                                                  | Farnroda, Rehberg o. Nr. (Karte)                                                                 |           |                      |    |
| BW                                      | Gefallenendenkmal                                        | Farnroda, Rehberg o. Nr. (Karte)                                                                 |           |                      |    |
| Direkt Bild zu diesem Denkmal hochladen | Wohnhaus                                                 | Farnroda, Richard-Hartung-Straße 6; nicht zuordenbar, str. nicht mehr existent                   |           |                      |    |
| BW                                      | Hofanlage                                                | Farnroda, Ruhlaer Straße 100 (Karte)                                                             |           |                      |    |
| Direkt Bild zu diesem Denkmal hochladen | Wohnhaus                                                 | Farnroda, Ruhlaer Straße 129                                                                     |           |                      |    |
| Direkt Bild zu diesem Denkmal hochladen | Nebengebäude                                             | Farnroda, Ruhlaer Straße 129                                                                     |           |                      |    |
| BW                                      | Grundschule                                              | Farnroda, Schönauer Straße 4 (Karte)                                                             |           |                      |    |
| BW                                      | Wohnhaus                                                 | Farnroda, Schönauer Straße 10 (Karte)                                                            |           |                      |    |
| BW                                      | Wohnhaus                                                 | Farnroda, Schönauer Straße 16 (Karte)                                                            |           |                      |    |
| BW                                      | Wohnhaus                                                 | Farnroda, Schönauer Straße 17 (Karte)                                                            |           |                      |    |
| BW                                      | Nebengebäude                                             | Farnroda, Schönauer Straße 17 (Karte)                                                            |           |                      |    |
| Direkt Bild zu diesem Denkmal hochladen | Wohnhaus                                                 | Farnroda, Am Bach, Nähe Schloß (Eichrodter Weg?) nicht identifizierbar, Flurstück nicht existent |           |                      |    |

### Burbach
| Bild | Bezeichnung           | Lage                            | Datierung | Beschreibung | ID |
| ---- | --------------------- | ------------------------------- | --------- | ------------ | -- |
| BW   | Burbachhof: Hofanlage | Burbach, Burbach 10, 12 (Karte) |           |              |    |
| BW   | Burbachhof: Umwehrung | Burbach, Burbach 10, 12 (Karte) |           |              |    |

### Deubach
| Bild                                    | Bezeichnung                                    | Lage                        | Datierung | Beschreibung    | ID |
| --------------------------------------- | ---------------------------------------------- | --------------------------- | --------- | --------------- | -- |
| weitere Bilder Fotos hochladen          | Evangelisch-lutherische Peter- und Paulskirche | Deubach, Deubach 1 (Karte)  |           | mit Ausstattung |    |
| BW                                      | Kirchhof                                       | Deubach, Deubach 1 (Karte)  |           |                 |    |
| BW                                      | Glockenstuhl                                   | Deubach, Deubach 1 (Karte)  |           |                 |    |
| BW                                      | Wohnhaus                                       | Deubach, Deubach 28 (Karte) |           |                 |    |
| BW                                      | Wohnhaus                                       | Deubach, Deubach 30 (Karte) |           |                 |    |
| BW                                      | Stallgebäude                                   | Deubach, Deubach 30 (Karte) |           |                 |    |
| Direkt Bild zu diesem Denkmal hochladen | Laubengang                                     | Deubach, Deubach 30         |           |                 |    |
| BW                                      | Wohnhaus                                       | Deubach, Deubach 33 (Karte) |           |                 |    |

### Kahlenberg
| Bild                                    | Bezeichnung                 | Lage                                       | Datierung | Beschreibung | ID |
| --------------------------------------- | --------------------------- | ------------------------------------------ | --------- | ------------ | -- |
| BW                                      | Villa Elisabethenhöhe       | Kahlenberg, Elisabethenhöher Weg 9 (Karte) |           |              |    |
| Direkt Bild zu diesem Denkmal hochladen | Brunnenhaus                 | Kahlenberg, Elisabethenhöher Weg 9         |           |              |    |
| BW                                      | Hofanlage                   | Kahlenberg, Ortsstraße 11 (Karte)          |           |              |    |
| BW                                      | Wohnhaus                    | Kahlenberg, Ortsstraße 15 (Karte)          |           |              |    |
| BW                                      | Backhaushof: Wohnhaus       | Kahlenberg, Ortsstraße 29 (Karte)          |           |              |    |
| BW                                      | Backhaushof: Scheune        | Kahlenberg, Ortsstraße 29 (Karte)          |           |              |    |
| BW                                      | Wohnhaus, ehemals Gärtnerei | Kahlenberg, Ortsstraße 4 (Karte)           |           |              |    |

### Mosbach
| Bild                           | Bezeichnung                          | Lage                                      | Datierung | Beschreibung         | ID |
| ------------------------------ | ------------------------------------ | ----------------------------------------- | --------- | -------------------- | -- |
| weitere Bilder Fotos hochladen | Evangelisch-lutherische Filialkirche | Mosbach, Kirchstraße 41 (Karte)           |           | mit Ausstattung      |    |
| BW                             | Kirchhof                             | Mosbach, Kirchstraße 41 (Karte)           |           |                      |    |
| BW                             | Wohnhaus                             | Mosbach, Theo-Neubauer-Straße 65 (Karte)  |           |                      |    |
| BW                             | Gasthaus                             | Mosbach, Theo-Neubauer-Straße 87 (Karte)  |           |                      |    |
| BW                             | Pfarrhaus                            | Mosbach, Theo-Neubauer-Straße 98 (Karte)  |           |                      |    |
| BW                             | Wohnhaus                             | Mosbach, Theo-Neubauer-Straße 100 (Karte) |           | mit Innenausstattung |    |
| BW                             | Wohnhaus                             | Mosbach, Theo-Neubauer-Straße 134 (Karte) |           |                      |    |

### Schönau an der Hörsel
| Bild                                    | Bezeichnung                                | Lage                                            | Datierung | Beschreibung    | ID |
| --------------------------------------- | ------------------------------------------ | ----------------------------------------------- | --------- | --------------- | -- |
| BW                                      | Wohnhaus                                   | Schönau a.d. Hörsel, Hörseltalstraße 18 (Karte) |           |                 |    |
| BW                                      | Hofanlage (Landwirtschaft)                 | Schönau a.d. Hörsel, Hörseltalstraße 29 (Karte) |           |                 |    |
| BW                                      | Zufahrt                                    | Schönau a.d. Hörsel, Hörseltalstraße 29 (Karte) |           |                 |    |
| weitere Bilder Fotos hochladen          | Evangelisch-lutherische Dorfkirche Schönau | Schönau a.d. Hörsel, Hörseltalstraße 35 (Karte) |           | mit Ausstattung |    |
| BW                                      | Kirchhof                                   | Schönau a.d. Hörsel, Hörseltalstraße 35 (Karte) |           |                 |    |
| BW                                      | Kirchhofmauer                              | Schönau a.d. Hörsel, Hörseltalstraße 35 (Karte) |           |                 |    |
| Direkt Bild zu diesem Denkmal hochladen | Grabsteine                                 | Schönau a.d. Hörsel, Hörseltalstraße 35         |           |                 |    |
| BW                                      | Pfarrhof                                   | Schönau a.d. Hörsel, Hörseltalstraße 37 (Karte) |           |                 |    |
| weitere Bilder Fotos hochladen          | Hörselmühle                                | Schönau a.d. Hörsel, Mühlgasse 59 (Karte)       |           | mit Technik     |    |